# Moscow Strikes Back
Moscow Strikes Back é a versão norte-americana do documentário soviético Razgrom Nemetskikh Voysk Pod Moskvoy, de 1942, dirigido por Ilya Kopalin e Leonid Varlamov e narrado, nesta versão, por Edward G. Robinson.

## Produção
Moscow Strikes Back trata da ofensiva soviética contra as forças alemãs, que haviam invadido o país no inverno de 1941, durante a Segunda Guerra Mundial.
Produzido pelo Estúdio Central de Notícias de Moscou, o filme ganhou uma versão especial para distribuição nos Estados Unidos pela Republic Pictures. Nesta versão, foram eliminadas as partes que mostravam cenas idílicas da vida soviética antes da invasão nazista. O texto em inglês foi preparado por Albert Maltz e Elliott Paul, com direção musical de Dimitri Tiomkin e a narração de Edward G. Robinson, todos eles perseguidos durante a segunda fase da chamada Ameaça vermelha nos Estados Unidos.
Moscow Strikes Back recebeu vários prêmios, entre eles o Oscar de Melhor Documentário da Academia.
Esta versão está em domínio público e pode, portanto, ser baixada gratuitamente no Internet Archive.

## Principais premiações
| Prêmio                              | Categoria                   | Situação |
| ----------------------------------- | --------------------------- | -------- |
| Oscar                               | Melhor Documentário         | Vencedor |
| National Board of Review            | Melhor Documentário         | Vencedor |
| New York Film Critics Circle Awards | Melhor Filme Sobre a Guerra | Vencedor |